# Cessna 310

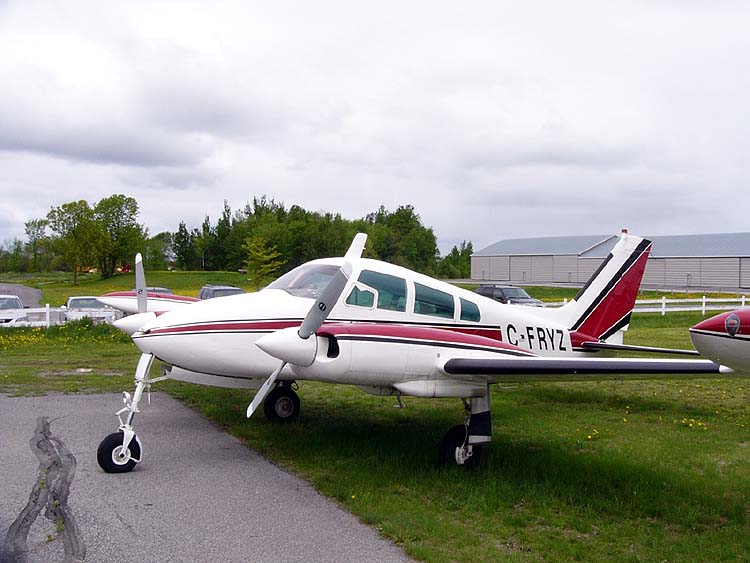
Cessna 310

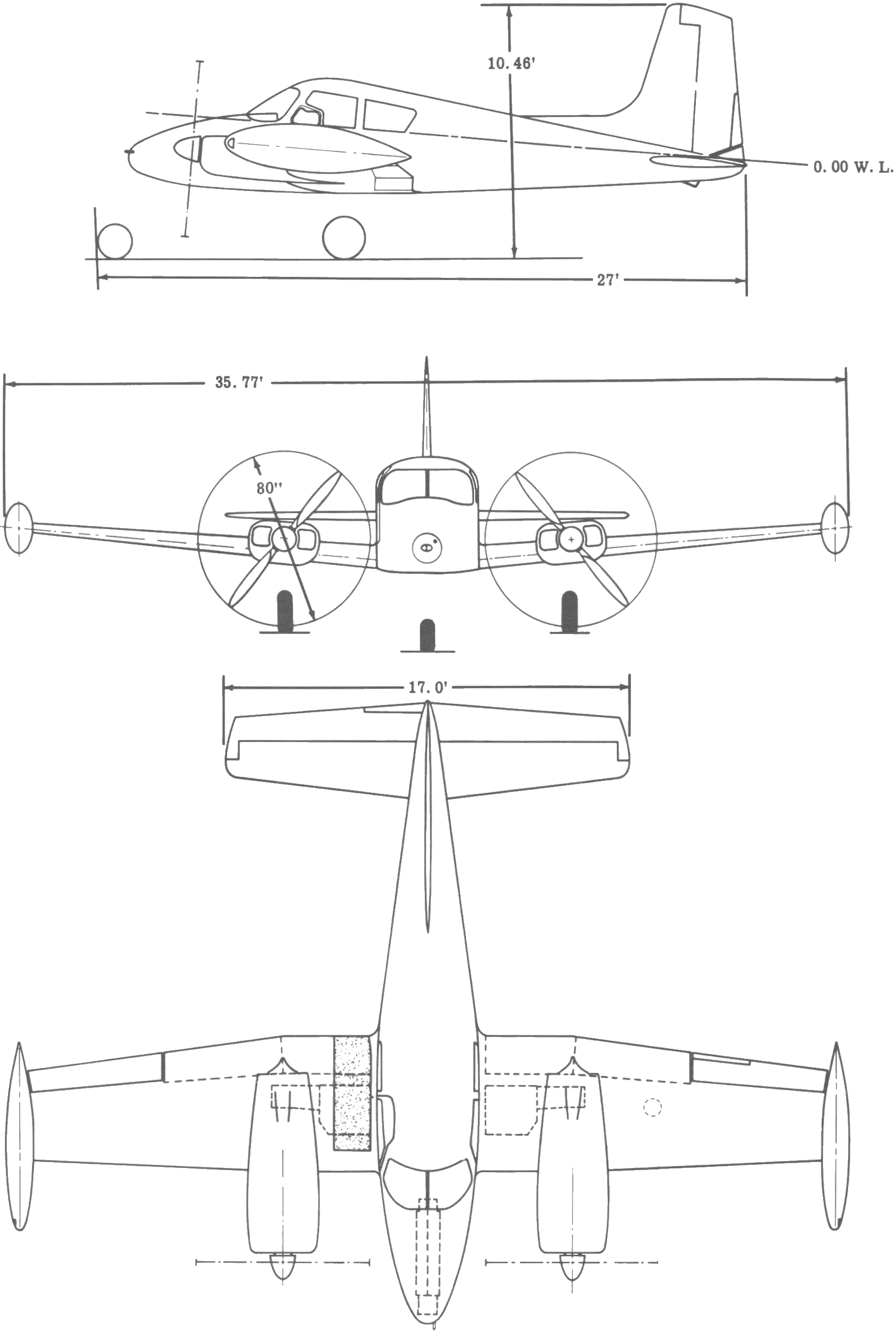
Cessna L-27A

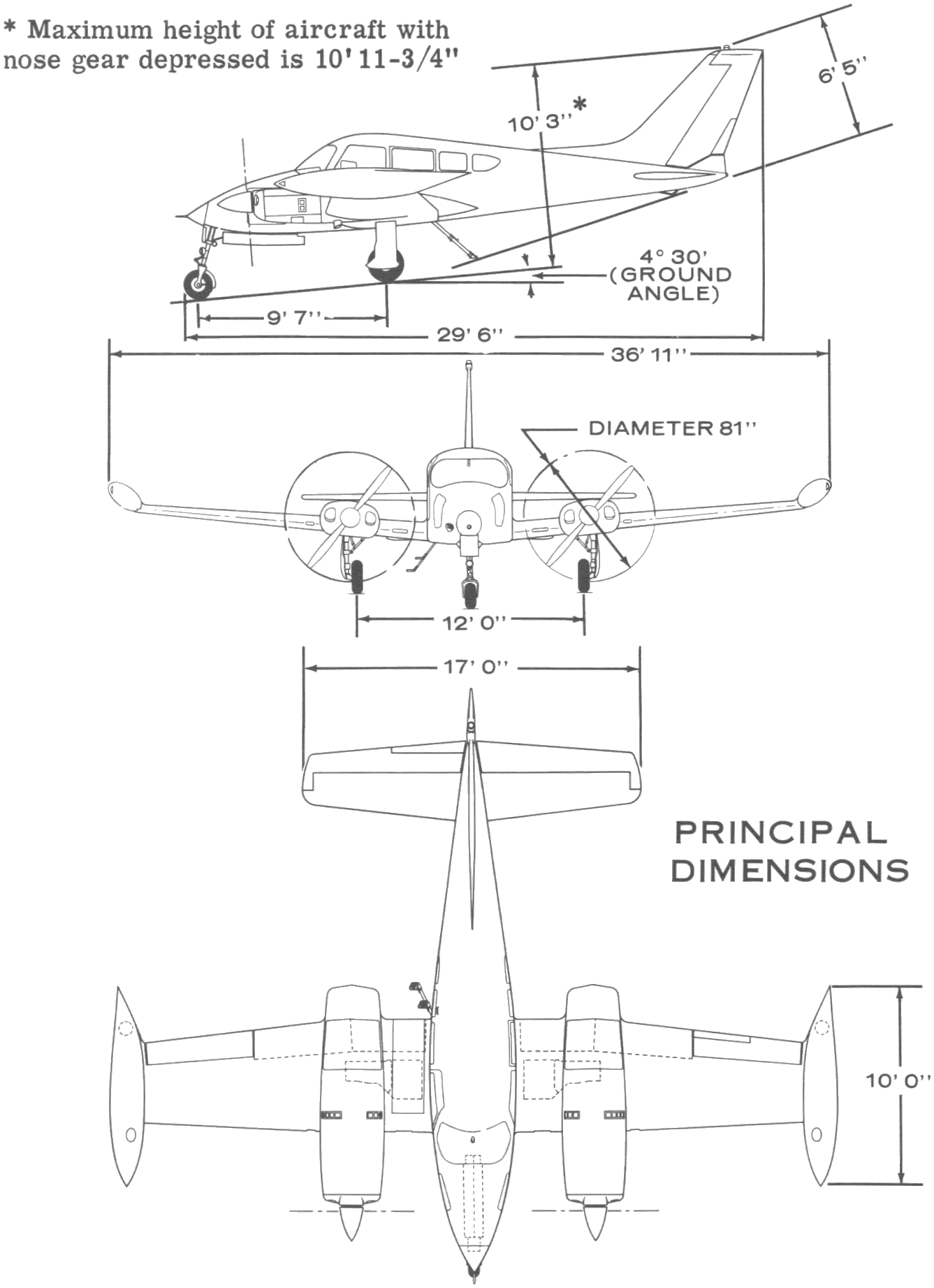
Cessna 320F Executive Skyknight

Cessna 310 är Cessnas första flygplan som försetts med två motorer, flygplanet är lågvingat och försedd med ett landställ av noshjulstyp. Det tillverkades i sammanlagt 6 321 exemplar, mellan 1957 och 1980.